# Enric Cuxart i Vaquer
Enric Cuxart i Vaquer (Cornellà de Llobregat, 27 de març de 1967) és un exfutbolista català, que ocupava la posició de davanter. El seu germà, José Vicente Cuxart, també fou futbolista.

## Trajectòria
Comença a destacar a les files de l'equip de la seua ciutat natal, la UE Cornellà, on les seues bones actuacions possibiliten que el 1987 s'hi incorpore al Mestalla. A la campanya 89/90 debuta amb els valencianistes a primera divisió, on ofereix una gran eficàcia: només hi disputa 30 minuts, repartits en dos partits, i en els quals hi marca 3 gols. L'any següent es consolida al primer equip, i encara que no és titular, deixa una bona marca, sis dianes en 26 partits.
L'estiu de 1991 fitxa pel RCD Espanyol, on no gaudeix de massa oportunitats, i en any i mig a Barcelona, només juga 14 partits i marca tres gols. A mitja temporada 92/93 recala a la UD Las Palmas, de Segona Divisió B. La temporada 93/94 milita a un altre equip d'esta categoria, el Córdoba CF, i a la següent, a les files del Cartagena FC. Al quadre departamental només hi està mitja temporada, en la qual marca 11 gols en 12 partits.
El mes de gener de 1995 arriba a l'Elx CF. Acaba eixa temporada marcant nou gols en 18 partits, que no serveixen perquè els valencians optaren pels playoffs d'ascens a Segona Divisió. A la campanya 95/96 qualla un gran exercici, que el duen a marcar 22 gols, 18 d'ells a la temporada regular, i 4 en la lligueta d'ascens, tots quatre a la Cultural Leonesa. A les postres, l'Elx no aconseguiria l'ascens.
De nou seria el referent atacant dels il·licitans a la campanya 96/97. Eixe any marca 15 dianes a la temporada regular. Als playoffs d'ascens, el català marca el gol decisiu, davant el Barakaldo CF, que dona a l'Elx l'ascens a la Segona Divisió.
No té continuïtat amb l'entitat del Baix Vinalopó i la temporada 97/98 la milita al CD Badajoz, de Segona Divisió, on és suplent. Entre 1998 i 2000 milita al Reial Múrcia, de Segona B, amb qui aconsegueix un altre ascens a la categoria d'argent. En finalitzar la temporada 99/00, el de Cornellà es retiraria del futbol.